# Maaliaaraq Vebæk
Marie „Maaliaaraq“ Athalie Ketura Vebæk (nach alter Rechtschreibung Mâliâraĸ Vebæk, geb. Kleist; * 20. April 1917 in Narsarmijit; † 25. Februar 2012 in Søborg) war eine grönländische Schriftstellerin, Ethnologin und Journalistin.

## Leben
Maaliaaraq Vebæk wurde als Tochter des Dichters Josva Kleist (1879–1938) und seiner Frau Bolette Marie Ingeborg Chemnitz (1888–1957) geboren. Über ihre Mutter war sie die Enkelin des Pastors Jens Chemnitz (1890–1956). Am 4. August 1945 heiratete sie den dänischen Archäologen Christen Leif Pagh Vebæk (1913–1994). Aus der Ehe gingen die Töchter Bolette (* 1946) und Astrid (* 1947) hervor.
Maaliaaraq besuchte ab 1933 die neueröffnete Mädchenefterskole in Aasiaat. Sie erhielt Bestnoten und durfte so ab 1934 in Dänemark zur Schule gehen. In Dänemark wohnte sie bei der Familie des früheren Kirchenministers Thorvald Povlsen. 1939 schloss sie das Th. Langs Seminarium in Silkeborg ab. Anschließend zog sie zurück nach Grönland, wo sie in Ilulissat, Aasiaat und Paamiut als Lehrerin arbeitete. In Paamiut lernte sie ihren späteren Mann kennen und nach der Hochzeit zogen beide nach Dänemark. Bei den Forschungsreisen ihres Mannes wurde sie häufig in die ethnologische Forschung einbezogen und begann so traditionelle Lieder, Sagen und Erzählungen zu sammeln. Ab den 1950er Jahren veröffentlichte sie diese in dänischen Zeitungen und illustrierte sie selbst. Sie arbeitete auch als Dolmetscherin, Übersetzerin, Literaturkritikerin und Freelancejournalistin. Sie kam in Kopenhagen in Kontakt mit Grönländern in Dänemark. Daraus ging Anfang der 1970er Jahre der Bericht Grønlændere i Danmark 1971–72/Kalâtdlit Danmarkime hervor, der die sozialen Verhältnisse der Grönländer in Dänemark behandelte.
Inspiriert von ihren Erlebnissen in Dänemark veröffentlichte sie 1981 als erste grönländische Frau einen Roman. Búsime nâpíneĸ wurde von ihr selbst mit dem Titel Historien om Katrine ins Dänische übersetzt. Außerdem erschien das Buch auch auf Samisch und Russisch. Das Buch behandelt die Geschichte einer Grönländerin, die ihrem dänischen Ehemann nach Dänemark folgt und dort aufgrund ihrer dort erlebten Probleme schließlich Selbstmord begeht. Üblicherweise bezog sich grönländische Literatur damals auf politische Themen und Nationalismus und so schnitt das Buch mit dem sozialbezogenen Inhalt ein neues Thema an. 1992 veröffentlichte sie eine Fortsetzung, die den von Katrines Tochter erlebten Rassismus behandelt. Ein geplanter dritter Band erschien jedoch nicht. Sie gab auch eine kommentierte Liedersammlung und ein Kinderbuch heraus und begann zudem ihre gesammelten Erzählungen zu redigieren. Insgesamt bestand ihre schriftstellerische Arbeit aber hauptsächlich aus der Darstellung der gesellschaftlichen Rolle grönländischer Frauen in Dänemark.
Für ihren Debütroman hatte sie 1982 den Preis der grönländischen Autorenvereinigung erhalten. 2001 erhielt sie den Grönländischen Kulturpreis. Sie starb 2012 im Alter von 94 Jahren in Dänemark.

## Werke
- 1981: Búsime nâpíneĸ (Roman)
  - 1982: Historien om Katrine (dänische Übersetzung)
- 1983: Niperujûtit/Sange fra Sydgrønland (Liedersammlung)
- 1990: Navaranaaq og de andre (Sachbuch)
  - 1996: Navaranaaq allallu (grönländische Übersetzung)
- 1992: Ukiut trettenit qaangiummata (Roman)
  - 1997: Tretten år efter (dänische Übersetzung)
- 1995: Sassuma arnaanut pulaarneq (Kinderbuch, illustriert von Aka Høegh)
  - 1995: Besøg hos havets moder (dänische Übersetzung)
- 2001: Tusarn! Kujataamiut unikkaartuaat unikkaaluilu (Liedersammlung)
  - 2001:Tusarn. Sydgrønlandske fortællinger (dänische Übersetzung)
- 2006: The Southernmost People of Greenland – Dialects and Memories (Sachbuch, erschienen in der Reihe Meddelelser om Grønland)